# Korrika
La Korrika (corrent en català) és una marxa reivindicativa que es du a terme corrent per tot Euskal Herria a favor de la llengua basca. El promotor de la iniciativa és l'associació d'euskaltegis (acadèmies d'euskera) AEK. Se sol celebrar cada dos anys i triga unes dues setmanes a recórrer tot el territori. El recorregut, que sol rondar els 2.300 quilòmetres varia a cada edició. La peculiaritat d'aquesta marxa és que no s'atura de nit. Des que surt fins al final, la pancarta va passant de mà en mà i poble per poble sense aturar la marxa en cap moment. La primera Korrika es va fer l'any 1980 i des de llavors se celebra cada dos anys. El 2007 es va celebrar la 15a edició.
Al capdamunt de la marxa sol anar la persona que porta el testimoni. Cada quilòmetre de la marxa el porta una persona o associació que "compra els quilòmetres" per ajudar econòmicament. El testimoni està fet amb un pal de fusta tallada, que es conserva des de la primera edició, i la ikurriña, que formen una bandera.
Rere el testimoni, es forma la capçalera de la marxa, que posseeix una pancarta en la qual es pot llegir el lema Euskal Herria euskalduntzen. Ni ere bai! ("Euskaldunitzant Euskal Herria. Jo també!" en català). Tot seguit, es concentra la resta de participants, que corren uns quilòmetres en un gran ambient, amb música i animadors al llarg de tot el trajecte. De forma paral·lela, s'organitzen diversos actes culturals a favor de l'euskera a totes les poblacions per les quals hi discorre el trajecte.